# Greenville Hole
Das Greenville Hole ist eine kreisrunde und 200 m tiefe Depression inmitten des Greenville Valley im ostantarktischen Viktorialand. Dieses im Durchmesser 1,5 km große Objekt stellt den geografisch niedrigsten Punkt in der Convoy Range dar.
Benannt wurde die Depression in Anlehnung an die Benennung des gleichnamigen Tals. Dessen Namensgeber ist die USNS Greenville Victory, ein Frachtschiff der US-Verbände im McMurdo-Sund von 1956 bis 1957.